# Flugrettung in der Slowakei
Die Flugrettung in der Slowakei (slowakisch Vrtuľníková záchranná zdravotná služba) wird durch das private Unternehmen Air Transport Europe (kurz: ATE) durchgeführt.

## Stützpunkte
Die sieben Stützpunkte der ATE befinden sich in:
- Bratislava – Krištof 01

Der Stützpunkt wurde gleichzeitig mit Banska Bystrica 2001 eröffnet. Die Besatzung wird bei Verkehrsunfällen und bei Transporten von Patienten aus der ganzen Slowakei nach Bratislava eingesetzt.
- Banská Bystrica – Krištof 02

Der Stützpunkt besteht seit 2001. Von hier aus werden auch Rettungseinsätze in den Bergen der Niederen Tatra, Kleinen und Großen Fatra durchgeführt.
- Poprad – Krištof 03

Die Station wurde wie die erste Station überhaupt im Jahr 1995 eröffnet und befindet sich am Flughafen Poprad-Tatry. Von dieser Station aus fliegen Hubschrauber hauptsächlich zu Einsätzen in der Tatra (Westtatra, Hohe Tatra, Belaer Tatra) und im Slowakischen Paradies.
- Košice – Krištof 04

Im Jahr 2006 übernahm die Air Transport Europe den bereits seit 1990 bestehenden Stützpunkt
- Nitra – Krištof 05

Dieser Stützpunkt besteht ebenfalls seit 2006
- Žilina – Krištof 06

- Trenčín – Krištof 07

## Fluggeräte
Bei den eingesetzten Hubschraubern handelt es sich um Agusta A109K2, die mit einer 50 Meter-Bergewinde ausgerüstet sind. Die Agusta kann neben dem Patienten eine dreiköpfige Besatzung, bestehend aus Pilot, Arzt und Sanitäter aufnehmen.

## Geschichte
Die Anfänge gehen ähnlich wie in Tschechien auf gemeinsame Versuche in der ehemaligen Tschechoslowakei zurück. So wurden erste Probeeinsätze mit der Mil Mi-4 in der Hohen Tatra geflogen. Als 1979 eine Mil Mi-8 abstürzte, wurden die Flüge ausgesetzt.
Nachdem 1987 in Tschechien mit Mil Mi-2 der Probebetrieb von Kryštof 01 in Prag aufgenommen worden war, wurden noch im selben Jahr mit Kryštof 02 in Banská Bystrica die Einsätze auf das Gebiet der mittleren und östlichen Slowakei erweitert.
Die Flugrettung wurde bereits vor der Teilung der Tschechoslowakei in Poprad im Jahr 1991 gegründet. Der erste Hubschrauber war eine Alouette III SA 316B. Bereits kurz nach dem Beginn wurde das Unternehmen in Richtung Spezialflüge im Baubereich erweitert und die Flotte mit der Mi-8T und Mi-8P vergrößert. Für Schwerlasteinsätze mietete ATE Mi-17 sowie die Mi-26T.
Bereits 1992 konnte für den Stützpunkt in Košice ein Eurocopter F1 AS 355 angeschafft werden. Im Folgejahr wurde die Flotte mit dem Eurocopter F2 AS 355 ergänzt.
Im Jahr 2003 konnten die heute im Einsatz befindlichen Agusta 109K2 in Betrieb genommen werden.